# Moshe Sanbar
Moshe Sanbar (în ebraică משה זנבר; n. 29 martie 1926, Kecskemét, Ungaria – d. 1 octombrie 2012, Tel Aviv, Israel) a fost un economist israelian, care a îndeplinit funcția de guvernator al Băncii Naționale a Israelului în perioada 1971–1976.